# 理衣
理衣（1980年8月14日—），本名，是出身於日本東京都的日歐混血女模特兒，其妹妹Alice是模特兒及歌手。所屬事務所為Stardust Promotion。
理衣於1990年代中期在日本電視台的綜藝節目《ウッチャンナンチャンのウリナリ!!》上登場，並在節目內與音樂組合McKee演唱，推出了最高上榜排名第28位的歌曲《Can't Stop My Heart》。後因接拍多種廣告一炮而紅，逐步跨足戲劇、電影、雜誌等多元領域。
2007年，她在Remioromen的音樂錄影帶「茜空」演出。

## 主要演出

### 電視劇
- 魔法じかけのフウ（富士電視台、1997年）

### 電視節目
- easy sports（朝日電視台、2009年3月16日 - 3月20日）

### 廣告
- 山葉Clavinova（1993年）
- 明治乳業 エッセルスーパーカップ（1994年）
- PIZZA CALIFORNIA（1994年）
- コンパイル ぷよぷよ通『ウィッチ編』（1995年）
- 資生堂 ラステアストレートヘア用（1995年）
- 松下電器産業 Panasonic3CCDブレンビー（1995年）
- Bridgestone Cycle 點燈蟲（1995-1996年）
- きもの三松 （年代不明）
- ブルボン プチ（1996-1997年）
- 豐田汽車 イスト（2004年）
- サッポロ飲料 オーシャンスプレー クランベリーウォーター（2006年）
- 集英社　BAILA（2006年）
- 索尼電腦娛樂 PSP
- 華歌爾　Wing（2008年）

### 雜誌
- mc Sister
- MISS
- Spring
- In Red
- FUDGE
- Sweet
- BAILA
- 制服カタログ表紙
- anan

### 電影
- 令人討厭的松子的一生（2006年）

### PV
- Remioromen　茜空

## 外部連結
- （日語） Stardust Promotion網站內的理衣個人檔案 （页面存档备份，存于）
- （日語） BAILA網站內的理衣個人資料